# Lucius Valerius Catullus Messallinus
Lucius Valerius Catullus Messallinus est un sénateur romain de la fin du Ier siècle, consul éponyme en 73 sous Vespasien puis suffect en 85 sous Domitien, proche conseiller de ce dernier et redouté comme délateur sous son règne.

## Biographie

### Origines et carrière
Il est originaire de Vérone en Gaule cisalpine et descend de la famille du frère du poète Catulle. Il est probablement le fils de Lucius Valerius Catullus, jeune aristocrate sous le règne de Caligula, et de Statilia Messallina, arrière petite-fille de Titus Statilius Taurus, homme politique et général des débuts de l'Empire romain.
En l'an 73, sous Vespasien, il est consul éponyme avec Domitien. Avec Marcus Cocceius Nerva dès 71 et les deux consuls de 78, Lucius Ceionius Commodus et Decimus Iunius Novius Priscus, il est le seul consul ordinaire de ce règne. Il devient une deuxième fois consul, suffect, en l’an 85 sous Domitien devenu empereur,. Il est peut-être proconsul d'Afrique.

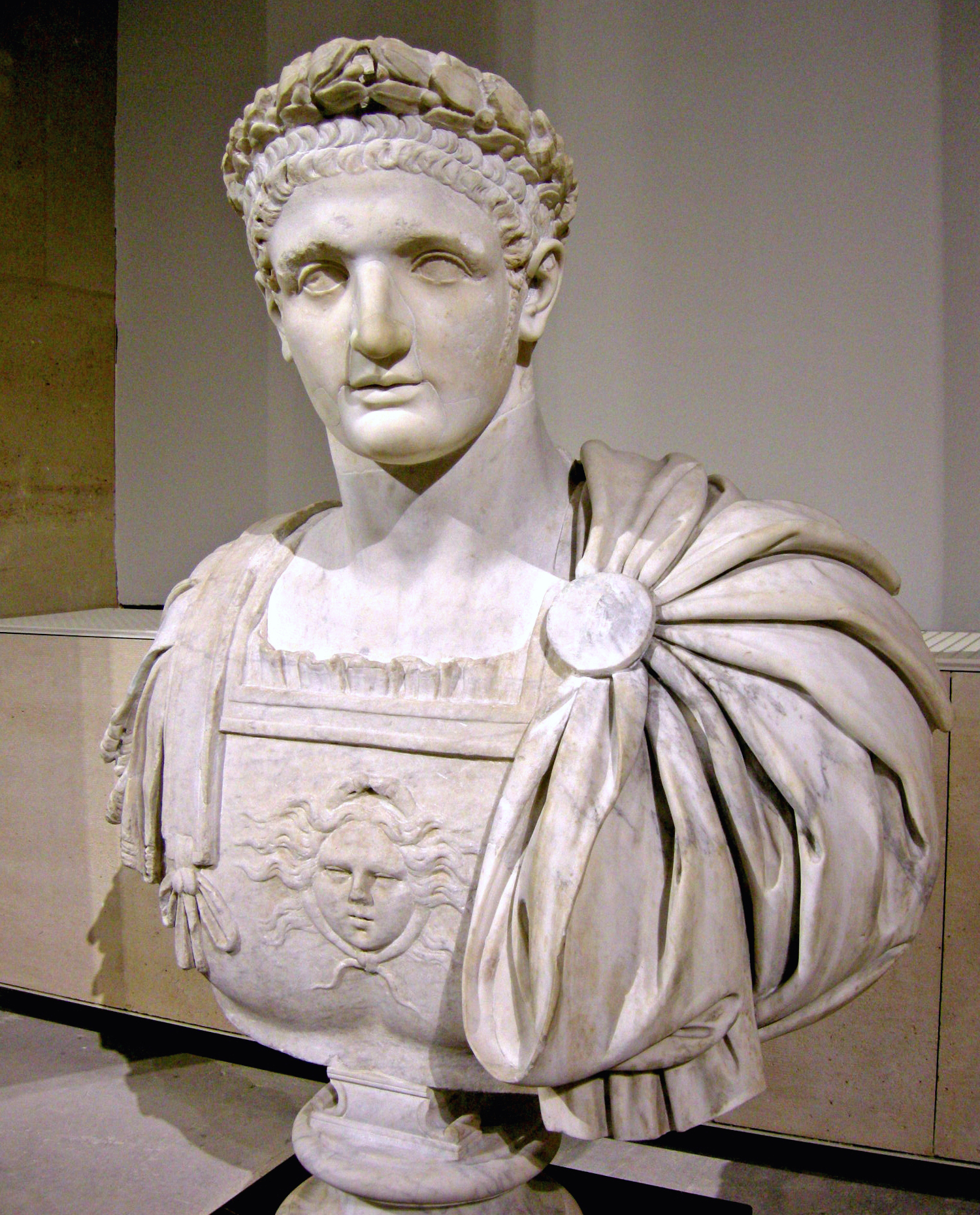
Buste de l'empereur Domitien (81 à 96).

C'est un des conseillers de l'empereur Domitien dans sa politique autoritaire et sanglante. Il est redouté comme un des plus terribles délateurs à la fin de ce règne,. Il finit sa vie aveugle, et cette cécité le rend d'autant plus cruel. Il décède avant la fin du règne de Domitien,,.

### Citations d'auteurs contemporains
Juvénal, né sous le règne de Claude ou de Néron, est un poète satirique latin, et compose ses Satires entre 90 et 128.

« [...] l'assassin Catullus, qui brûle d'amour pour une jeune fille que n'entrevoient jamais ses prunelles éteintes, Catullus, monstre d'infamie, même dans notre siècle, flatteur, quoique aveugle, qui de mendiant devient satellite, et ne mérite que de poursuivre en suppliant les chars qui descendent la colline d'Aricie. Personne ne parut plus émerveillé à l'aspect du turbot ; le poisson est à droite, il l'admire à gauche. C'est ainsi qu'il juge des combats et des coups du gladiateur cilicien, du jeu des machines, quand elles soulèvent les enfants jusqu'aux voiles du théâtre. »

— Juvénal, Satires, IV, 113-118 - Le turbot ; traduction Jean Dusaulx, 1770.
Tacite, né en 58 sous Néron, sénateur et célèbre historien, poursuit sa carrière sénatoriale sous Domitien, avec entre autres une préture et une légation, il publie la Vie d'Agricola, biographie de son beau-père mis à mort par l'empereur, en 98.

« [...] et ce n'est qu'au sein de la forteresse des Monts Albains que résonnent les arrêts de Messalinus. »

— Tacite, Vie d'Agricola, XLV ; traduction Danielle De Clercq-Douillet, 2000.
Pline le Jeune, né en 61 ou 62 sous Néron, sénateur et célèbre avocat, commence sa carrière sénatoriale avec un poste du vigintivirat au début du règne Domitien, et est préteur puis préfet du trésor à la fin de son règne, il publie ses Lettres écrites entre 97 et 110.

« [...] Catullus Messalinus dont la cécité a renforcé la méchanceté naturelle : il n'a aucune retenue, aucune pudeur, aucune pitié. Domitien l'utilise souvent contre les meilleurs citoyens comme ces armes qui avancent sans rien voir et sans savoir où elles vont. [Sous Nerva], tout le monde se récrie et dénonce la méchanceté du personnage, ses sentences sanguinaires. »

— Pline le Jeune, Lettres, IV, 22 ; traduction Annette Flobert, 2002.